# Sven Tumba
Temple de la renommée de l'IIHF : 1997
Temple de la renommée suédois : 2011
Sven Olof Gunnar Tumba né Johansson (né le 27 aout 1931 à Stockholm en Suède - mort le 1er octobre 2011 à Stockholm) est un joueur suédois de hockey sur glace, considéré comme l'un des plus grands de l'histoire.

## Carrière
Il se fit connaître sous le nom de Tumba car d'autres joueurs s'appelaient Johansson et il avait grandi dans la ville de Tumba. Tumba joua pour le club suédois Djurgårdens IF de 1951 à 1966, gagnant huit titres nationaux et obtenant le titre de meilleur pointeur à 3 reprises.
Il eut une longue carrière internationale, en représentant la Suède à 14 championnats du monde et 4 Jeux olympiques. Il fut également capitaine de la sélection suédoise.
Tumba fut le premier joueur européen à être sélectionné pour un camp d'entraînement dans la LNH, avec les Bruins de Boston en 1957.
Tumba détient toujours le record de but en sélection nationale avec 186 buts, en 245 matchs.
Sportif complet, il a également la particularité de s'illustrer dans d'autres sports, devenant également champion de Suède de football en 1959 et sélectionné pour un match en équipe nationale en 1956. Après sa retraite du hockey, il deviendra un golfeur et représentera à nouveau son pays au début des années 1970. Il introduira le golf en Union soviétique.
En 1997, il est intronisé au temple de la renommée de l'IIHF et en 1999, on lui décerne le titre de « meilleur joueur de hockey sur glace suédois de tous les temps », devançant des joueurs comme Peter Forsberg ou Mats Sundin.